# Abelmoschus muliensis
Abelmoschus muliensis là một loài thực vật có hoa trong họ Cẩm quỳ. Loài này được K.M.Feng mô tả khoa học đầu tiên năm 1982.